# Henrik Ruben Genz
Henrik Ruben Genz (ur. 7 listopada 1959 w Gram) – duński reżyser i scenarzysta filmowy.

## Życiorys
Studia reżyserskie w Kopenhadze rozpoczął dość późno, gdyż dopiero w wieku 31 lat. Wcześniej studiował grafikę. Po ukończeniu reżyserii w 1995 roku początkowo tworzył krótkie metraże i filmy telewizyjne. Zdobył nominację do Oscara za najlepszy krótkometrażowy film aktorski oraz Kryształowego Niedźwiedzia na 49. MFF w Berlinie za swój krótki metraż Theis i Nico (1999).
Od 2003 roku tworzył filmy fabularne i seriale telewizyjne. Wyreżyserował takie filmy fabularne, jak Ktoś jak Hodder (2003), Chińczyk z wyboru (2005), Strasznie szczęśliwi (2008, Kryształowy Globus na MFF w Karlowych Warach), Najmocniej przepraszam (2012), Dobrzy ludzie (2014) czy Erna na wojnie (2020). Współtworzył liczne duńskie seriale telewizyjne, m.in. Lepsze czasy (2004), The Killing (2007), Rząd (2013), Bankerot (2014), DNA (2019).